# Жердянські каньйони
Жердя́нські каньйо́ни — ландшафтний заказник місцевого значення в Україні. Розташований у межах Теофіпольської селищної громади Хмельницького району Хмельницької області, біля сіл Немиринці та Воронівці.
Площа 82 га. Статус присвоєно згідно з рішенням обласної ради від 1.11.1996 року № 2. Перебуває у віданні Теофіпольської селищної громади.
Статус присвоєно для збереження мальовничої ділянки долини Жердь з крутими, місцями скелястими, берегами.